# ألكسندرا بيلوسي
ألكسندرا كورين بيلوسي (بالإنجليزية: Alexandra Corinne Pelosi)‏ (ولدت في 5 اكتوبر 1970)، هي صحفية و‌مخرجة أفلام وثائقية وكاتبة أمريكية. وهي ابنة رئيسة مجلس النواب الأمريكي نانسي بيلوسي وبول بيلوسي.

## حياتها ودراستها
ولدت بيلوسي ونشأت في سان فرانسيسكو، كاليفورنيا. وهي الأصغر بين خمسة أطفال، حصلت على بكالوريوس الآداب من جامعة لويولا ماريماونت. سنة 1993، حصلت على درجة الماجستير من كلية يو إس سي آننبيرج للاتصال والصحافة (USC Annenberg (School for Communication and Journalism.

## روابط خارجية
- ألكسندرا بيلوسي على موقع IMDb (الإنجليزية)
- ألكسندرا بيلوسي على موقع أول موفي (الإنجليزية)
- ألكسندرا بيلوسي على موقع قاعدة بيانات الفيلم (الإنجليزية)
- ألكسندرا بيلوسي على موقع كينوبويسك (الروسية)

- الموقع الرسمي
- Pelosi مرات الظهور على سي-سبان
- ألكسندرا بيلوسي: نجمة وناقدة إعلامية في إعادة الفرز
- الحياة الجنسية للإنجيليين
- الكسندرا بيلوسي تشارلي روز 31 أكتوبر 2002